# Dunet

Dunet este o comună în departamentul Indre, Franța. În 1 ianuarie 2022 avea o populație de 103 de locuitori.